# Moses Itauma
Moses Itauma (Kežmarok, 28 dicembre 2004) è un pugile britannico. È il fratello minore del pugile dei pesi massimi leggeri Karol Itauma.

## Biografia
Itauma nasce in Slovacchia nella città di Kežmarok da padre nigeriano e madre slovacca. Moses ha due fratelli maggiori. Trascorre i suoi primi anni di vita in Slovacchia fino a che nel 2008 la sua famiglia decide di trasferirsi in Inghilterra, nella cittadina di Chatam, per cercare nuove opportunità che la Slovacchia non offriva e per lasciare l'ambiente ritenuto razzista nei confronti suoi e dei fratelli.
Crescendo, il suo pugile preferito era "il principe" Naseem Hamed e Itauma ha dichiarato di provare a implementare elementi del caratteristico stile di Hamed nel suo stile. Ha inoltre dichiarato: "Guardavo molto Naseem Hamed. Devo aver visto un suo video circa 50 volte, ricordo che era un video dei momenti salienti che iniziava con lui che ballava. Era uno dei miei combattenti preferiti. Nonostante abbia uno stile diverso dal suo, cerco di implementare alcune delle cose che faceva lui." Itauma inizia a praticare il pugilato all'età di nove anni grazie a suo fratello Karol (che all'epoca era un pugile dilettante) che un giorno lo invita in palestra. Tuttavia, abbandona la boxe dopo tre mesi pensando fosse troppo dura per lui e inizia a praticare calcio insieme all'altro fratello Samuel. Dopo poco però, lascia il calcio dopo averlo trovato noioso  per tornare al pugilato alla palestra di Chatam St Mary's ABC, dove si allenerà dai nove ai diciassette anni.

## Carriera amatoriale
Itauma è rimasto imbattuto nella sua carriera da dilettante, diventando professionista con un record di 24 vittorie, di cui 11 per KO. Ha vinto medaglie d'oro nelle categorie Scuole, Juniores, Europei Giovanili e la medaglia d'oro al mondiale giovanile dei pesi massimi.

## Carriera professionale
Itauma ha fatto il suo debutto professionistico nell'undercard di Artur Beterbiev contro Anthony Yarde il 28 gennaio 2023, alla Wembley Arena. Ha facilmente sconfitto il suo avversario dopo soli 23 secondi. Itauma aspirava a battere il record di Mike Tyson, diventando il più giovane campione dei pesi massimi della storia, ma si è reso conto dopo esser passato professionista, che era un traguardo irraggiungibile
Itauma ha vinto il titolo vacante intercontinentale WBO dei pesi massimi con una vittoria per KO al secondo round contro il tedesco Ilja Mezencev nell'undercard del match Tyson Fury contro Oleksandr Usyk in Arabia Saudita il 18 maggio 2024. Ha difeso il suo titolo con un'altra vittoria per KO al secondo round, questa volta contro il pugile polacco Mariusz Wach all'O2 Arena di Londra, il 27 luglio 2024.
Nel suo incontro successivo, il 21 Dicembre 2024, sconfigge sempre per KO Demsey McKean al primo round, alla Kingdom Arena di Riyadh, in Arabia Saudita, come parte dell'undercard per la rivincita del titolo mondiale dei pesi massimi tra Oleksandr Usyk e Tyson Fury.
Itauma ha messo KO Mike Balogun nel secondo round del loro incontro allo SSE Hydro di Glasgow, in Scozia, il 24 maggio 2025.  Il 16 agosto 2025, ha sconfitto Dillian Whyte per ko nel primo round all'ANB Arena di Riyadh, in Arabia Saudita. 

## Record di pugilato professionistico
Itauma ha disputato 13 incontri professionistici, vincendoli tutti.
11 delle 13 vittorie sono arrivate per KO mentre le 2 restanti per decisione.
| N. | Risultato | Record | Avversario               | Metodo | Round, tempo | Data        | Località                                           | Note |
| -- | --------- | ------ | ------------------------ | ------ | ------------ | ----------- | -------------------------------------------------- | --- |
| 12 | Vittoria  | 12–0   | Mike Balogun             | TKO    | 2 (10), 0:46 | 24 Mag 2025 | OVO Hydro, Glasgow, Scozia                         | Difende il titolo internazionale WBA e il titolo intercontinentale WBO dei pesi massimi                                                     |
| 11 | Vittoria  | 11–0   | Demsey McKean            | TKO    | 1 (10), 1:57 | 21 Dic 2024 | Kingdom Arena, Riyadh, Arabia Saudita              | Difende il titolo intercontinentale WBO dei pesi massimi; Vince il titolo vacante internazionale e Commonwealth Silver WBA dei pesi massimi |
| 10 | Vittoria  | 10–0   | Mariusz Wach             | TKO    | 2 (10), 2:30 | 27 Lug 2024 | The O2 Arena, Londra, Inghilterra                  | Difende il titolo intercontinentale WBO dei pesi massimi                                                                                    |
| 9  | Vittoria  | 9–0    | Ilja Mezencev            | TKO    | 2 (10), 0:50 | 18 Mag 2024 | Kingdom Arena, Riyadh, Arabia Saudita              | Vince il titolo vacante intercontinentale dei pesi massimi WBO                                                                              |
| 8  | Vittoria  | 8–0    | Dan Garber               | TKO    | 1 (8), 2:22  | 22 Mar 2024 | York Hall, Londra, Inghilterra                     | |
| 7  | Vittoria  | 7–0    | Michal Boloz             | TKO    | 1 (6), 1:00  | 1 Dic 2023  | York Hall, Londra, Inghilterra                     | |
| 6  | Vittoria  | 6–0    | István Bernáth           | TKO    | 1 (6), 1:53  | 28 Ott 2023 | Kingdom Arena, Riyadh, Arabia Saudita              | |
| 5  | Vittoria  | 5–0    | Amine Boucetta           | TKO    | 1 (6), 1:33  | 23 Set 2023 | Wembley Arena, Londra, Inghilterra                 | |
| 4  | Vittoria  | 4–0    | Kevin Nicolas Espindola  | PTS    | 6            | 29 Lug 2023 | Telford International Centre, Telford, Inghilterra | |
| 3  | Vittoria  | 3–0    | Kostiantyn Dovbyshchenko | PTS    | 6            | 15 Apr 2023 | Copper Box Arena, Londra, Inghilterra              | |
| 2  | Vittoria  | 2–0    | Ramon Alberto Ibarra     | KO     | 1 (4), 0:35  | 25 Mar 2023 | Telford International Centre, Telford, Inghilterra | |
| 1  | Vittoria  | 1–0    | Marcel Bode              | KO     | 1 (4), 0:23  | 28 Gen 2023 | Wembley Arena, Londra, Inghilterra                 | |